# Rio Perdido (vattendrag i Brasilien, Mato Grosso do Sul)
Rio Perdido är ett vattendrag i Brasilien.   Det ligger i delstaten Mato Grosso do Sul, i den södra delen av landet, 1 200 km sydväst om huvudstaden Brasília.
I omgivningarna runt Rio Perdido växer huvudsakligen savannskog. Runt Rio Perdido är det mycket glesbefolkat, med 7 invånare per kvadratkilometer.